# جليل نرجسي
جليل نرجسي ( ولد 18 يناير 1980، الدار البيضاء، المغرب) هو لاعب اتحاد رغبي مغربي يلعب حاليا في دوري (Top 14) الفرنسي مع نادي أجين الذي انضم إليه في عام 2004، بعد أن لعب سابقا لنادي كاستر.
نرجسي هو أيضا قائد المنتخب الوطني المغربي للرغبي.

## روابط خارجية
- جليل نرجسي عل موقع إسبنسكروم (الإنجليزية)
- جليل نرجسي على موقع ItsRugby.co.uk (الإنجليزية)

- ERCrugby profile